# Cadours
Cadours (okcitansko Cadors) je naselje in občina v južnem francoskem departmaju Haute-Garonne regije Jug-Pireneji. Leta 2008 je naselje imelo 1.045 prebivalcev.

## Geografija
Naselje leži v pokrajini Gaskonji 39 km severozahodno od Toulousa.

## Uprava
Cadours je sedež istoimenskega kantona, v katerega so poleg njegove vključene še občine Bellegarde-Sainte-Marie, Bellesserre, Brignemont, Cabanac-Séguenville, Le Castéra, Caubiac, Cox, Drudas, Garac, Le Grès, Lagraulet-Saint-Nicolas, Laréole, Pelleport, Puysségur in Vignaux s 3.757 prebivalci.
Kanton Cadours je sestavni del okrožja Toulouse.

## Spomeniki
- Tržnica.
- Znotraj tržnice.
- Cerkev.